# Biaumont
Beaumont és un municipi francès situat al departament del Puèi Domat i a la regió d'Alvèrnia-Roine-Alps. L'any 2007 tenia 11.209 habitants.

## Demografia

### Població
El 2007 la població de fet de Beaumont era d'11.209 persones. Hi havia 5.223 famílies de les quals 2.111 eren unipersonals (754 homes vivint sols i 1.357 dones vivint soles), 1.431 parelles sense fills, 1.258 parelles amb fills i 423 famílies monoparentals amb fills.
La població ha evolucionat segons el següent gràfic:
Habitants censats

### Habitatges
El 2007 hi havia 5.748 habitatges, 5.345 eren l'habitatge principal de la família, 71 eren segones residències i 331 estaven desocupats. 2.792 eren cases i 2.891 eren apartaments. Dels 5.345 habitatges principals, 3.153 estaven ocupats pels seus propietaris, 2.060 estaven llogats i ocupats pels llogaters i 133 estaven cedits a títol gratuït; 413 tenien una cambra, 679 en tenien dues, 1.091 en tenien tres, 1.423 en tenien quatre i 1.739 en tenien cinc o més. 4.347 habitatges disposaven pel capbaix d'una plaça de pàrquing. A 2.625 habitatges hi havia un automòbil i a 2.008 n'hi havia dos o més.

### Piràmide de població
La piràmide de població per edats i sexe el 2009 era:
| Homes | Edats   | Dones |
| ----- | ------- | ----- |
| 0     | 95 o +  | 14    |
| 12    | 90 a 94 | 37    |
| 49    | 85 a 89 | 103   |
| 53    | 80 a 84 | 84    |
| 157   | 75 a 79 | 212   |
| 211   | 70 a 74 | 256   |
| 206   | 65 a 69 | 297   |
| 195   | 60 a 64 | 232   |
| 235   | 55 a 59 | 285   |
| 364   | 50 a 54 | 390   |
| 490   | 45 a 49 | 546   |
| 465   | 40 a 44 | 503   |
| 301   | 35 a 39 | 398   |
| 298   | 30 a 34 | 345   |
| 383   | 25 a 29 | 389   |
| 380   | 20 a 24 | 417   |
| 371   | 15 a 19 | 422   |
| 321   | 10 a 14 | 453   |
| 261   | 5 a 9   | 268   |
| 197   | 0 a 4   | 206   |

## Economia
El 2007 la població en edat de treballar era de 7.710 persones, 5.623 eren actives i 2.087 eren inactives. De les 5.623 persones actives 5.188 estaven ocupades (2.587 homes i 2.601 dones) i 435 estaven aturades (154 homes i 281 dones). De les 2.087 persones inactives 660 estaven jubilades, 1.005 estaven estudiant i 422 estaven classificades com a «altres inactius».

### Ingressos
El 2009 a Beaumont hi havia 5.209 unitats fiscals que integraven 11.015,5 persones, la mediana anual d'ingressos fiscals per persona era de 21.903 €.

### Activitats econòmiques
Dels 445 establiments que hi havia el 2007, 5 eren d'empreses extractives, 7 d'empreses alimentàries, 4 d'empreses de fabricació de material elèctric, 10 d'empreses de fabricació d'altres productes industrials, 59 d'empreses de construcció, 68 d'empreses de comerç i reparació d'automòbils, 11 d'empreses de transport, 13 d'empreses d'hostatgeria i restauració, 13 d'empreses d'informació i comunicació, 32 d'empreses financeres, 18 d'empreses immobiliàries, 61 d'empreses de serveis, 119 d'entitats de l'administració pública i 25 d'empreses classificades com a «altres activitats de serveis».
Dels 93 establiments de servei als particulars que hi havia el 2009, 2 eren oficines de correu, 8 oficines bancàries, 1 funerària, 10 tallers de reparació d'automòbils i de material agrícola, 1 autoescola, 3 paletes, 12 guixaires pintors, 7 fusteries, 15 lampisteries, 5 electricistes, 1 empresa de construcció, 7 perruqueries, 2 veterinaris, 6 restaurants, 5 agències immobiliàries, 3 tintoreries i 5 salons de bellesa.
Dels 26 establiments comercials que hi havia el 2009, 4 eren supermercats, 6 fleques, 3 carnisseries, 1 una botiga de congelats, 2 llibreries, 1 una botiga de roba, 2 botigues d'electrodomèstics, 1 una botiga de mobles, 1 una botiga de material esportiu, 1 una joieria i 4 floristeries.

## Equipaments sanitaris i escolars
El 2009 hi havia 1 hospital de tractaments de curta durada, 1 hospital de tractaments de mitja durada (seguiment i rehabilitació), 1 maternitat, 4 farmàcies i 1 ambulància.
El 2009 hi havia 2 escoles maternals i 2 escoles elementals. Beaumont disposava d'un col·legi d'educació secundària amb 446 alumnes.

## Poblacions més properes
El següent diagrama mostra les poblacions més properes.